# Три Риверс (Мичиген)
Три Риверс (Мичиген) (енгл. Three Rivers) град је у америчкој савезној држави Мичиген. По попису становништва из 2010. у њему је живело 7.811 становника.

## Демографија
Према попису становништва из 2010. у граду је живело 7.811 становника, што је 483 (6,6%) становника више него 2000. године.
| Група             | 2000.         | 2010.         |
| Белци             | 6.120 (83,5%) | 6.260 (80,1%) |
| Афроамериканци    | 773 (10,5%)   | 791 (10,1%)   |
| Азијати           | 50 (0,7%)     | 70 (0,9%)     |
| Хиспаноамериканци | 199 (2,7%)    | 408 (5,2%)    |
| Укупно            | 7.328         | 7.811         |